# Langhus
Langhus ist ein Ort in der norwegischen Kommune Nordre Follo in der Provinz (Fylke) Akershus. Langhus wird zum Tettsted Oslo, dem Osloer Stadtgebiet, gerechnet und hat etwa 15.000 Einwohner.

## Lage
Langhus geht in das Areal der Kommune Nordre Follo, einer südöstlichen Nachbarkommune von Oslo, ein. Der Ort gehört nicht zur Kommune Oslo, bildet aber den südöstlichsten Teil des über die Grenzen der Kommune Oslo hinausreichenden Stadtgebiets, dem Tettsted Oslo. Einige Kilometer südlich von Langhus befindet sich die Stadt Ski.

## Geschichte und Kultur
Langhus, das bis Ende 2019 zur damaligen Kommune Ski gehörte, wuchs vor allem in den 1970er- und 1980er-Jahren beträchtlich. Die Kirche von Langhus (Langhus kirke) wurde 1975 fertiggestellt. Sie hat rund 600 Sitzplätze. Im Jahr 1984 erfolgte die Gründung der Black-Metal-Band Mayhem in Langhus.

## Verkehr
Der Bahnhof von Langhus befindet sich an der Østfoldbanen und wird aus Richtung Oslo und Ski angefahren. Der 1919 eröffnete Bahnhof liegt rund 21 Kilometer vom Osloer Hauptbahnhof, der Oslo Sentralstasjon, entfernt.

## Name
Der Ortsname Langhus leitet sich vom altnordischen Namen Langhúsar ab. Der Name deutet darauf hin, dass dort ein ungewöhnlich langes Haus stand.

## Persönlichkeiten
- Antonio Nusa (* 2005), norwegisch-nigerianischer Fußballspieler